# Quadroppia crenata
Quadroppia crenata är en kvalsterart som beskrevs av Sandór Mahunka 1984. Quadroppia crenata ingår i släktet Quadroppia och familjen Quadroppiidae. Inga underarter finns listade i Catalogue of Life.